# Jan de Kruijff (1755-1821)

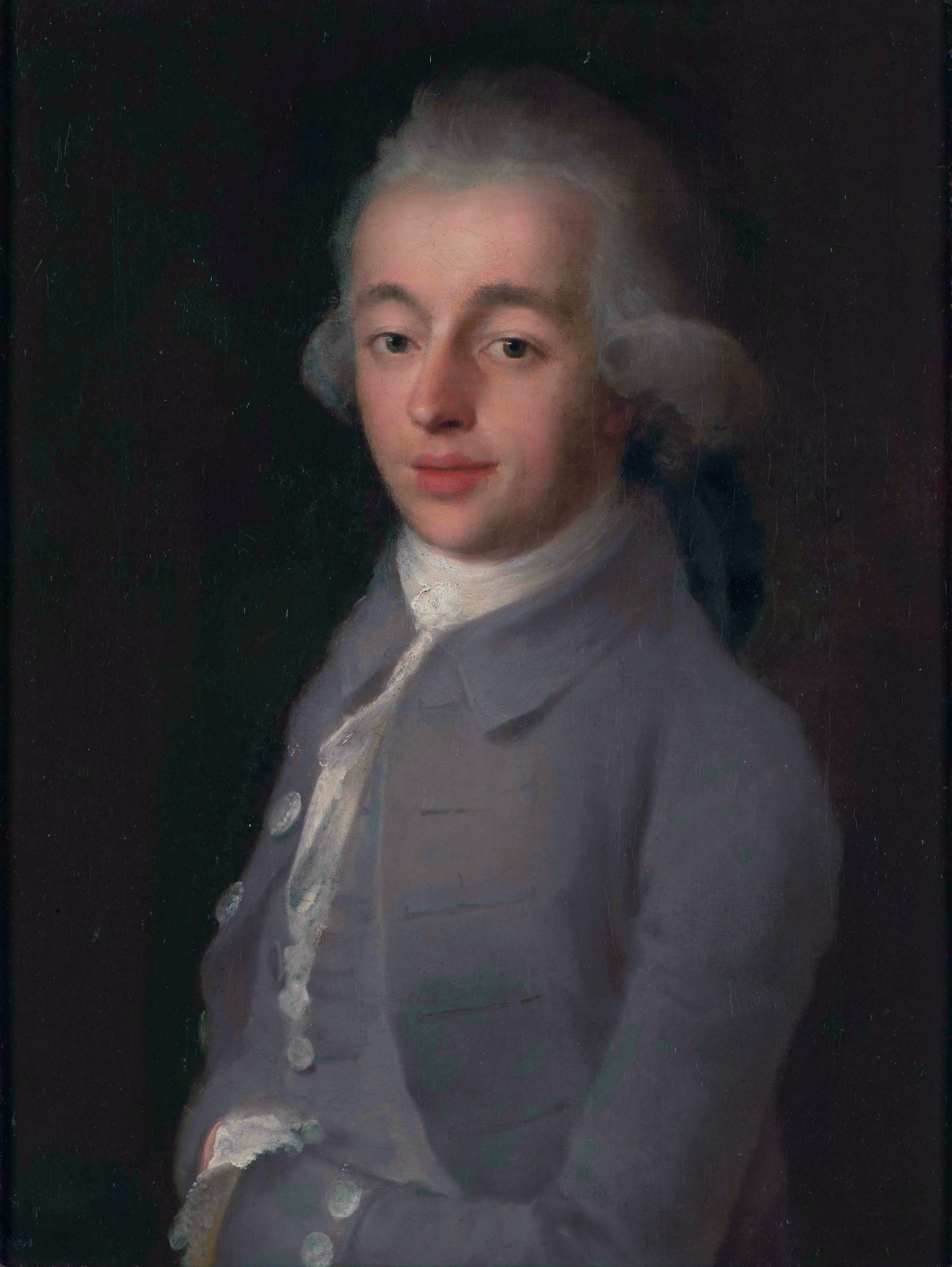
Jan de Kruijff (circa 1785)

Jan de Kruijff (Leiden, 11 oktober 1755 - 's-Gravenhage, 24 december 1821) was een Nederlands jurist, fabrikant te Leiden, politicus in de Bataafse Republiek, wethouder van Leiden (benoemd door Lodewijk Napoleon in 1808), vrederechter (benoemd door Napoleon I in 1811-1819), dichter en schrijver. Hij wordt ook als amateurtekenaar en aquarellist genoemd. Hij was van 1798 tot zijn dood curator van de Leidsche Hoogeschool, de voorganger van de Universiteit van Leiden.
De Kruijff was als patriot van 1 april 1796 tot 28 maart 1798 lid van het Provinciaal Comité van Holland en van 3 december 1801 tot 1 mei 1805 lid van de Raad van Binnenlandse Zaken met verantwoordelijkheid voor het Departement van Koophandel, Zeevaart, Fabrieken en Trafieken. In 1809 werd hij corresponderend lid van het Koninklijk Instituut.
Hij was lid van het gezelschap "Kunst wordt door arbeid verkregen" en beschreef het leven van Feitama en Hoogvliet. Jan de Kruijff genoot enige faam als lofredenaar, o.a. van Jan Nieuwenhuyzen in 1806. De Kruijff schreef en publiceerde verhandelingen over Borger en Hooft.
Het literaire werk van de oorspronkelijk tot predikant voorbestemde De Kruijff was streng christelijk maar hij vertaalde ook uit het Grieks en het Latijn de Æneas, de vertaling werd wel gedeclameerd, maar nooit gedrukt.
- Bibliothèque nationale de France: cb150801343 (data)
- Biografisch Portaal: 18599155
- Digitale Bibliotheek voor de Nederlandse Letteren: kruy001
- Gemeinsame Normdatei: 1055125248
- Nederlandse Thesaurus van Auteursnamen: 07010400X
- RKD-Nederlands Instituut voor Kunstgeschiedenis: 375186
- Système universitaire de documentation: 181267667
- Virtual International Authority File: 44651846
- WorldCat: E39PBJxxh8cb7Xj6wqRvmGkkXd